# Вилья-Гонсалес-Ортега (муниципалитет)
Вилья-Гонсалес-Ортега (исп. Villa González Ortega) — населённый пункт и муниципалитет в Мексике, входит в штат Сакатекас. Население 11 856 человек.

## История
Город основан в 1890 году .